# Старокиязлинское сельское поселение
Старокиязлинское се́льское поселе́ние — муниципальное образование в Аксубаевском районе Татарстана Российской Федерации.
Административный центр — село Старые Киязлы.

## История
Статус и границы сельского поселения установлены Законом Республики Татарстан от 31 января 2005 года № 24-ЗРТ «Об установлении границ территорий и статусе муниципального образования "Аксубаевский муниципальный район" и муниципальных образований в его составе»

## Население
| 2010  | 2011  | 2012  | 2013  | 2014  | 2015  | 2016  |
| ----- | ----- | ----- | ----- | ----- | ----- | ----- |
| 1332  | ↘1327 | ↘1262 | ↘1230 | ↘1189 | ↘1169 | ↘1161 |
| 2017  | 2018  | 2019  | 2020  |       |       |       |
| ↘1129 | ↘1115 | ↘1092 | ↘1071 |       |       |       |

## Состав сельского поселения
| № | Населённый пункт | Тип населённого пункта       | Население |
| - | ---------------- | ---------------------------- | --------- |
| 1 | Кзыл Тау         | деревня                      |           |
| 2 | Новые Киязлы     | деревня                      |           |
| 3 | Старые Киязлы    | село, административный центр |           |

## Археология
Неподалеку от села Старые Киязлы на Старокиязлинском могильнике найдены останки 150 человек, захороненных в X—XIV веках.